# Stylogaster
Stylogaster är ett släkte av tvåvingar. Stylogaster ingår i familjen stekelflugor.

## Dottertaxa tillStylogaster, i alfabetisk ordning[1]
- Stylogaster abdominalis
- Stylogaster aldrichi
- Stylogaster alvarengai
- Stylogaster amapaensis
- Stylogaster amazonasi
- Stylogaster apicalis
- Stylogaster australis
- Stylogaster bakeri
- Stylogaster banksi
- Stylogaster biannulata
- Stylogaster bigoti
- Stylogaster brasilia
- Stylogaster breviventris
- Stylogaster camrasi
- Stylogaster cohici
- Stylogaster complexa
- Stylogaster costaricae
- Stylogaster crosskeyi
- Stylogaster ctenitarsa
- Stylogaster currani
- Stylogaster decorata
- Stylogaster dispar
- Stylogaster elongata
- Stylogaster ethiopa
- Stylogaster fasciata
- Stylogaster fidelis
- Stylogaster frauci
- Stylogaster frontalis
- Stylogaster geijskesi
- Stylogaster hirta
- Stylogaster hirticosta
- Stylogaster hirtinervis
- Stylogaster horvathi
- Stylogaster inca
- Stylogaster indistincta
- Stylogaster intermedia
- Stylogaster iviei
- Stylogaster jactata
- Stylogaster latipes
- Stylogaster leonum
- Stylogaster lepida
- Stylogaster liepae
- Stylogaster longicornis
- Stylogaster longispina
- Stylogaster lopesi
- Stylogaster macalpini
- Stylogaster macrura
- Stylogaster maculifrons
- Stylogaster magna
- Stylogaster malgachensis
- Stylogaster minuta
- Stylogaster murielae
- Stylogaster neglecta
- Stylogaster nigricoxa
- Stylogaster nigrifrons
- Stylogaster nilssoni
- Stylogaster nitens
- Stylogaster obscurinotum
- Stylogaster orientalis
- Stylogaster ornatipes
- Stylogaster papuana
- Stylogaster paradecorata
- Stylogaster parrilloi
- Stylogaster pauliani
- Stylogaster penai
- Stylogaster peruviana
- Stylogaster petersoni
- Stylogaster pilosa
- Stylogaster plumidecorata
- Stylogaster rafaeli
- Stylogaster rectinervis
- Stylogaster rettenmeyeri
- Stylogaster rufa
- Stylogaster schlingeri
- Stylogaster sedmani
- Stylogaster seguyi
- Stylogaster seyrigi
- Stylogaster shannoni
- Stylogaster sinaloae
- Stylogaster smithiana
- Stylogaster souzai
- Stylogaster souzalopesi
- Stylogaster speciosa
- Stylogaster stylata
- Stylogaster stylosa
- Stylogaster tarsata
- Stylogaster tarsia
- Stylogaster tibialis
- Stylogaster triannulata
- Stylogaster varifrons
- Stylogaster westwoodi
- Stylogaster wyatti